# Игнатенко, Пётр Павлович
Пётр Павлович Игнатенко (1924 — 7 ноября 1941) — юный герой-пионер, партизан разведчик Великой Отечественной войны, зверски замучен и повешен 7 ноября 1941 года в Грайвороне, ныне Белгородской области.  

## Биография
Родился в 1924 году в городе Грайвороне. Воспитывался в большой семье, был старшим сыном. Отец работал заместителем председателя городского совета, а мама, Агриппина Михайловна, трудилась в пекарне. В возрасте 12-ти лет умер отец, ему как старшему ребёнку пришлось обеспечивать семью. Подростка интересовало конструирование. В 12 лет самостоятельно смастерил приёмник, а в 14 лет собрал фотоаппарат. Учился в городской школе имени Ф.Энгельса. Дружил с Митей Балицким. 
В начале Великой Отечественной войны стал помогать партизанам, всячески вредил фашистам в Грайвороне. Вместе с Митей, до оккупации, посещали отделение милиции и изучали военное дело: учились стрелять из винтовки и автомата, знакомились с устройством гранаты. 
Когда немцы захватили Грайворон, Петя и Митя приняли решение подпольно бороться с врагом. Познакомились с Колей Синицыным. В подвале дома, где проживал Коля, ребята устроили тайник. Заложили несколько окон кирпичом, оставив только открытым одно окно. Вырыли яму  и там хранили оружие: винтовки, автомат, ящики с патронами и гранатами, взрывчаткой. Этот тайник юные партизаны называли «Штаб обороны Грайворона». Мальчишки раздобыли телефон и настроили его таким образом, чтобы связать все квартиры мальчишек. 
С первых дней оккупации юные герои проводили разведывательные мероприятия. Узнавали и владели информацией о численности и расположении немецких войск, знали местонахождение орудий, складов с боеприпасами, вели перечень гитлеровских злодеяний. Эти сведения по возможности переправляли партизанам.Ребята нашли и отремонтировали старый радиоприёмник. Прослушивали сводки Совинформбюро, записывали и распространяли по городу в виде листовок.
Чтобы ближе находиться к объектам врага, юноши оказывали помощь фашистам в чистке орудий в Троицком саду (сейчас парк им. Шухова). Там они подметили замаскированные в кустах машины с боеприпасами. Приняли решение подорвать их. Соорудили устройство для дистанционного управления и в дневные часы 31 октября 1941 года они установили взрывчатку. В ночь на 1 ноября 1941 года была произведена диверсия. В итоге машины со снарядами были уничтожены, солдаты-охранники убиты.
В ночь на 3 ноября 1941 года, выполняя задание партизан подростки связали часового и обрезали телефонный кабель, соединявший Грайворон с Большеписаревкой.
4 ноября 1941 года в 10 часов утра всех троих задержали и заключили в подвал школы имени Ф. Энгельса. Несколько дней их жестоко пытали, а на рассвете 7 ноября 1941 года повесили на городской площади. На груди у юных героев были таблички с надписью: «Я партизан».
Петя Игнатенко похоронен в братской могиле на Мемориальном кладбище города Грайворона.

## Награды
За боевые заслуги в годы Великой Отечественной войны, посмертно, Указом Президиума Верховного Совета СССР от 21 сентября 1981 года награждён:
- медалью "За отвагу"

## Память
- В 1983 году у школы имени Ф. Энгельса г. Грайворона на средства, заработанные учениками, был установлен памятник грайворонским орлятам. Среди надписей - имя Пети Игнатенко (скульптор В.Н. Савченко).
- О юных патриотах, в том числе и о Пете Игнатенко, написан очерк.
- Материалы о Пете Игнатенко хранятся в историко-краеведческом музее г. Грайворона и в музее школы им. Энгельса в г. Грайвороне.